# Einzeiler (Informatik)
Ein Einzeiler in der Informationstechnik (IT) beschreibt in verschiedenstem Zusammenhang eine Anweisung, Abfrage, Kommandokette (Pipe) und ähnliches, die sinnvoll nur aus einer Zeile besteht, also keine Fortsetzungszeilen.

## Beispiele
```
In der 
Wikipedia-Syntax
 ist eine Weiterleitung ein Einzeiler:

Einzeiler
 (in der Literatur) → 
#WEITERLEITUNG [[Monostichon]]
[
Anm 2
]
```

```
python
 -c "print ''.join([['ler.', 'ei', 'es ', 'i', 'Di', 'n E', 'st ','nzei'][i] for i in [4,2,3,6,1,5,3,7,0]])"
[
Anm 3
]

Dies ist ein Einzeiler.
```

```
while true;do echo -n "`date`: ";if (date '+%S'|grep -q '0$'); then echo getroffen;else echo weiter;fi;sleep 1;done
[
Anm 3
]

Fri 04 Nov 2022 08:00:47 AM CET: weiter
Fri 04 Nov 2022 08:00:48 AM CET: weiter
Fri 04 Nov 2022 08:00:49 AM CET: weiter
Fri 04 Nov 2022 08:00:50 AM CET: getroffen
Fri 04 Nov 2022 08:00:51 AM CET: weiter
Fri 04 Nov 2022 08:00:52 AM CET: weiter
Fri 04 Nov 2022 08:00:53 AM CET: weiter
Fri 04 Nov 2022 08:00:54 AM CET: weiter
Fri 04 Nov 2022 08:00:55 AM CET: weiter
Fri 04 Nov 2022 08:00:56 AM CET: weiter
Fri 04 Nov 2022 08:00:58 AM CET: weiter
Fri 04 Nov 2022 08:00:59 AM CET: weiter
Fri 04 Nov 2022 08:01:00 AM CET: getroffen
Fri 04 Nov 2022 08:01:01 AM CET: weiter
Fri 04 Nov 2022 08:01:02 AM CET: weiter
Fri 04 Nov 2022 08:01:03 AM CET: weiter
^C
[
Anm 4
]
```

```
Mehrzeiliges Gegenbeispiel:

while true
  do
   echo -n "`date`: "
   if (date '+%S'|grep -q '0$')
    then echo getroffen
    else echo weiter
   fi
   sleep 1
  done
```

```
Plattformabhängiges
 Beispiel im 
Datenbanksystem Oracle
 unter 
Microsoft Windows
:
[
2
]
[
Anm 5
]

echo select sysdate from dual;|sqlplus -s scott/tiger@//localhost:1521/orclpdb.local
[
Anm 3
]

SYSDATE
--------
05.11.22

echo "select sysdate from dual;"|sqlplus -s scott/tiger@//localhost:1521/orclpdb.local
[
Anm 3
]

SP2-0734: Unbekannter Befehl ab ""select sy..." – restliche Zeile ignoriert.

echo 'select sysdate from dual;'|sqlplus -s scott/tiger@//localhost:1521/orclpdb.local
[
Anm 3
]

SP2-0734: Unbekannter Befehl ab „'select sy...“ – restliche Zeile ignoriert.

echo select sysdate from dual\;|sqlplus -s scott/tiger@//localhost:1521/orclpdb.local
[
Anm 3
]

select sysdate from dual
                       *
FEHLER in Zeile 1:
ORA-00911: Ungultiges Zeichen
```

```
Plattformabhängiges Beispiel im Datenbanksystem Oracle unter 
unixartigem System
:
[
3
]
[
Anm 5
]

echo select sysdate from dual;|sqlplus -s scott/tiger@//localhost:1521/orclpdb.local
[
Anm 3
]

-
bash
: syntax error near unexpected token `|'

echo "select sysdate from dual;"|sqlplus -s scott/tiger@//localhost:1521/orclpdb.local
[
Anm 3
]

SYSDATE
--------
05.11.22

echo 'select sysdate from dual;'|sqlplus -s scott/tiger@//localhost:1521/orclpdb.local
[
Anm 3
]

SYSDATE
--------
05.11.22

echo select sysdate from dual\;|sqlplus -s scott/tiger@//localhost:1521/orclpdb.local
[
Anm 3
]

SYSDATE
--------
05.11.22
```

```
Gegenbeispiel mit Hilfsdatei:

more sysdate.sql

select sysdate from dual;
exit

sqlplus -s scott/tiger@//localhost:1521/orclpdb.local @sysdate.sql
[
Anm 3
]

SYSDATE
--------
09.11.22
```

```
Gegenbeispiel mit 
Here-Dokument
:

sqlplus -s scott/tiger@//localhost:1521/orclpdb.local << EOF
[
Anm 3
]

 select sysdate from dual;

 select 'Ende' as Text from dual;

 exit

EOF

SYSDATE
--------
09.11.22

TEXT
----
Ende
```